# 52604 Томаєр
52604 Томаєр (52604 Thomayer) — астероїд головного поясу, відкритий 5 жовтня 1997 року.
Тіссеранів параметр щодо Юпітера — 3,376.